# Егзалтација (астрологија)
Егзалтација је у астрологији назив за једно од пет достојанстава планета. Свака од планета традиционалне астрологије је егзалтирана у једном знаку зодијака, а на одређеном степену поред квалитета добија и на снази:
| Планета | Место егзалтације |
| ------- | ----------------- |
| Сунце   | 19° овна          |
| Месец   | 3° бика           |
| Меркур  | 15° девице        |
| Венера  | 27° риба          |
| Марс    | 28° јарца         |
| Јупитер | 15° рака          |
| Сатурн  | 21° ваге          |